# Eva Mikulášková
Eva Mikulášková, coniugata  Koláčková (Brno, 1º gennaio 1947), è un'ex cestista cecoslovacca.
È la sorella di Olga Mikulášková.

## Carriera
Con la Cecoslovacchia ha disputato i Campionati mondiali del 1967 e i Campionati europei del 1970.